# Blythipicus
Blythipicus là một chi chim trong họ Picidae.